# Salisbury (Dominica)
Salisbury (en lenguaje nativo, Barroui o Baroui) es una localidad de Dominica en la parroquia de San José sobre la costa del Mar Caribe a una altitud media de 50 m. 
El nombre en kweyol es Barroui, que también aparece como Baroui o Bawi. Durante la colonización inglesa, y debido a la creciente influencia británica a principios del siglo XX, se comenzó a utilizar Salisbury.
Durante la primera mitad del siglo XX, la localidad no fue más que una pequeña villa con techos de teja roja a lo largo de la playa, con un único edificio significativo que era la iglesia católica, construida en 1929. En las décadas de 1950 y 1960 la  industria bananera comenzó a utilizar el lugar como puerto de exportación. En años recientes, fuertemente dependiente de la producción agrícola,se produjeron significativos avances en el desarrollo insular. Después de que varios terrenos privados fueron puestos a la venta, la localidad creció hacia el norte.  
El 29 de agosto de 1976, cuando el primer ministro de Dominica, Patrick Roland John, propuso la independencia del país, se firmó en este sitio la Declaración de Salisbury, explicitando la intención de independizarse del Reino Unido. 

## Demografía
Según censo 2001 contaba con una población de 2.129. La estimación 2010 refiere a  2.590 habitantes.